# Neurepidosis solinasi
Neurepidosis solinasi är en tvåvingeart som beskrevs av Boris Mamaev och Zaitzev 1998. Neurepidosis solinasi ingår i släktet Neurepidosis och familjen gallmyggor.
Artens utbredningsområde är Italien. Inga underarter finns listade i Catalogue of Life.